# Billy Crystal
William Edward Crystal (Nueva York, 14 de marzo de 1948) es un actor, comediante y director de cine estadounidense.
Trabajó como comediante en la primera temporada de Saturday Night Live como "Bill" Crystal en 1976. Tras dirigir un programa años después, en 1984, se unió al equipo. 
Apareció brevemente en la película de Rob Reiner de 1984 This Is Spinal Tap, como "Morty el Mimo", un camarero vestido de mimo en una de las fiestas del grupo Spinal Tap. Más adelante, Reiner volvió a dirigir a Crystal en la película de fantasía La princesa prometida y en la comedia romántica When Harry Met Sally..., por la que Crystal fue nominado a un Globo de Oro.
Crystal dirigió la ceremonia de entrega de los premios Óscar en 1990, 1991, 1992, 1993, 1997, 1998, 2000, 2004 y 2012. Sólo el legendario Bob Hope ha dirigido más ceremonias del Óscar.

## Biografía

### 1948-1976: Infancia y primeros años

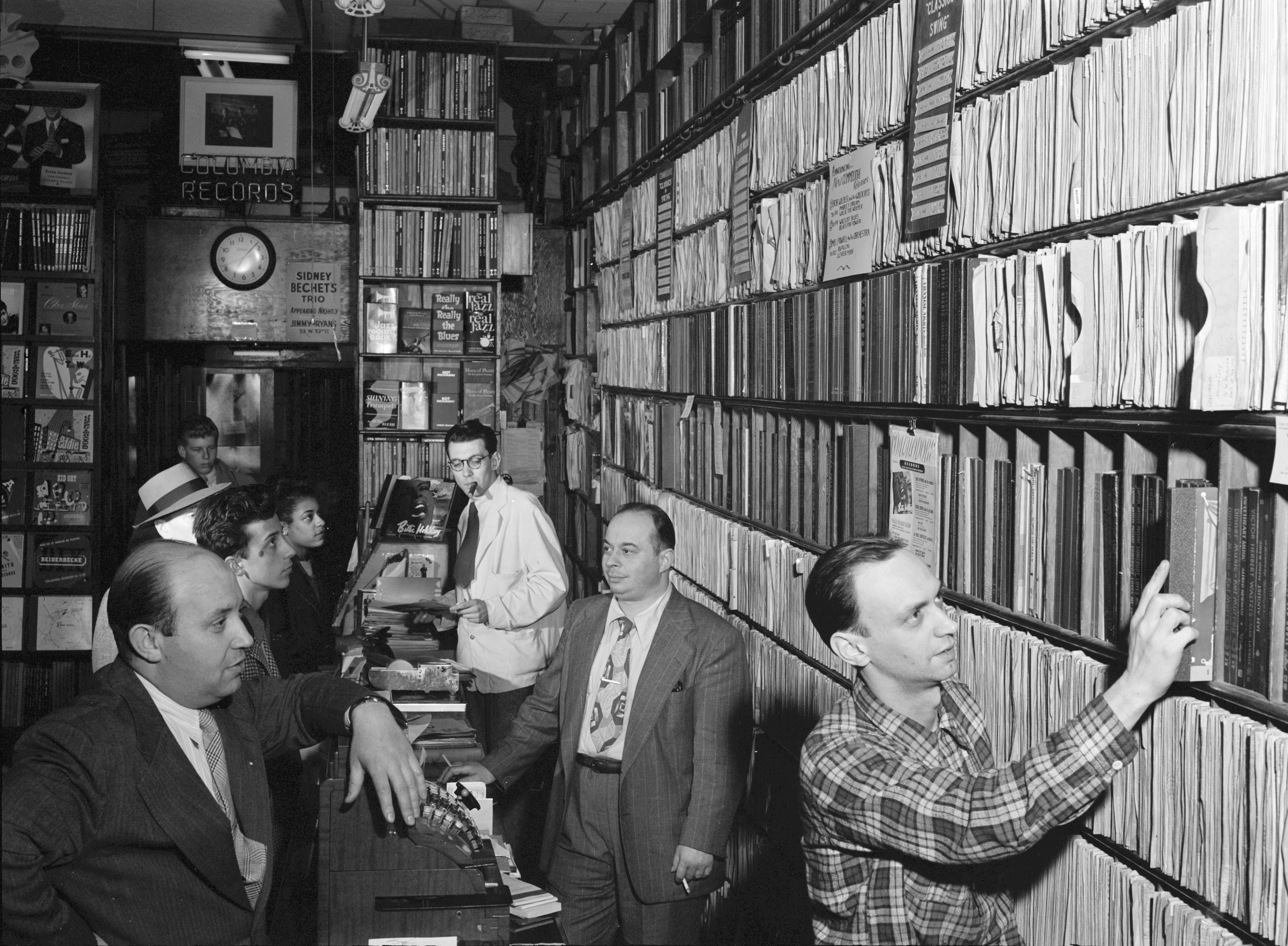
Jack Crystal (derecha) con Milt Gabler, Herbie Hill y Lou Blum en el Commodore Music Shop (1947)

William Edward Crystal nació en el Doctors Hospital del Upper East Side de Manhattan, y creció en el Bronx. Se trasladó con su familia al 549 de East Park Avenue en Long Beach. Crystal y su hermano mayor Joel, que después fue profesor de arte, y Richard eran hijos de Helen (nombre de soltera Gabler), ama de casa, y Jack Crystal, trabajaba en la tienda de música Commodore Music Store, fundada por el abuelo de Crystal, Julius Gabler, y de la que su padre llegó a ser director. Su padre también era productor y promotor de jazz, y ejecutivo de la firma discográfica, Commodore Records, fundado por el tío de Crystal, el músico y compositor Milt Gabler.
Crystal es de origen judío (sus ascendientes emigraron de Austria, Rusia y Lituania), y se formó en el Templo Emanu-El donde hizo su bar mitzvah. Sus tres hermanos menores Los tres jóvenes hermanos entretenían repitiendo rutinas de comedia de artistas como Bob Newhart, Rich Little y Sid Caesar, que su padre traía a casa. Artistas de jazz como Arvell Shaw, Pee Wee Russell, Eddie Condon o Billie Holiday eran invitados habituales en su casa. Con el declive del jazz Dixieland y el auge de las tiendas de discos de descuento, en 1963, el padre de Crystal perdió su negocio y murió a finales de ese año a los 54 años a causa de un ataque al corazón. Su  madre murió en 2001.
Después de graduarse en el Long Beach High School en 1965, Crystal estudió en la Marshall University en Huntington, Virginia Occidental, con una beca de béisbol, que había aprendido a jugar con su padre, pitcher en la St. John's University. Crystal, sin embargo, nunca llegó a jugar en Marshall porque su equipo fue desmantelado durante su primer año, y ya no regresó el segundo año, quedándose en Nueva York con su futura esposa, Janice Goldfinger. Estudió en el HB Studio. Crystal fue al Nassau Community College con ella y luego se trasladó a la Universidad de Nueva York, donde se especializó en dirección de cine y televisión, donde se licenció en 1970. Uno de sus profesores fue Martin Scorsese, mientras que Oliver Stone y Christopher Guest fueron compañeros de clase.

### 1976–1985: Stand-up,EnredoySaturday Night Live

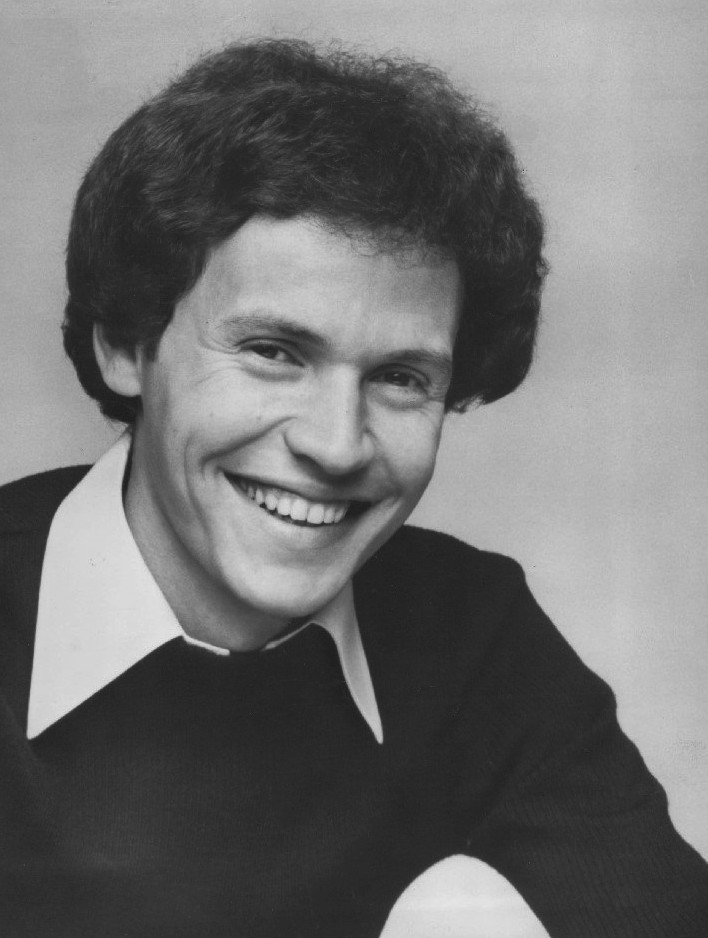
Crystal en 1977

Crystal volvió a Nueva York. En los siguientes cuatro años, formó parte de uno grupo de comedia junto a sus dos hermanos. Actuaban en colegios y cafés mientras Billy impartía clases en Long Island. Crystal al final empezó a actuar en solitario en y actaba regularmente en clubs de comedia como el The Improv y el Catch a Rising Star. En 1976, apareció en el programa The Tonight Show Starring Johnny Carson y en un epissodio de All in the Family. Crystal estuvo en el escenario para el homenaje a Muhammad Ali el 19 de febrero de 1976, donde realizó imitaciones tanto de Ali como del comentarista deportivo Howard Cosell. Esto dio inicio a una amistad que duró toda la vida entre Ali y Crystal.
Estaba prevista que Crystal apareciera en el primer episodio del NBC Saturday Night el 11 de octubre de 1975 pero su sketch finalmente fue cancelado. Crystal actuó en el episodio 17 de esa primera temporada, con un monólogo de un viejo músico de jazz, culminado con la frase "¿Te gusta? Sabía que podías". El presentador Ron Nessen lo presentó como "Bill Crystal". En 1978 apareció en el 6.º episodio de la 2.ª temporada de Vacaciones en el mar (The Love Boat en inglés), interpretando a un tímido y algo torpe Newton Weems que, a su vez, tiene un alter ego enmascarado con dotes de conquistador. También hizo apariciones en programas de concursos como The Hollywood Squares, All Star Secrets y The $20,000 Pyramid. Hasta el día de hoy, Crystal tiene el récord de la franquicia Pyramid por llevar a su compañero concursante a la cima de la pirámide en el círculo de ganadores en el tiempo más rápido: 26 segundos.

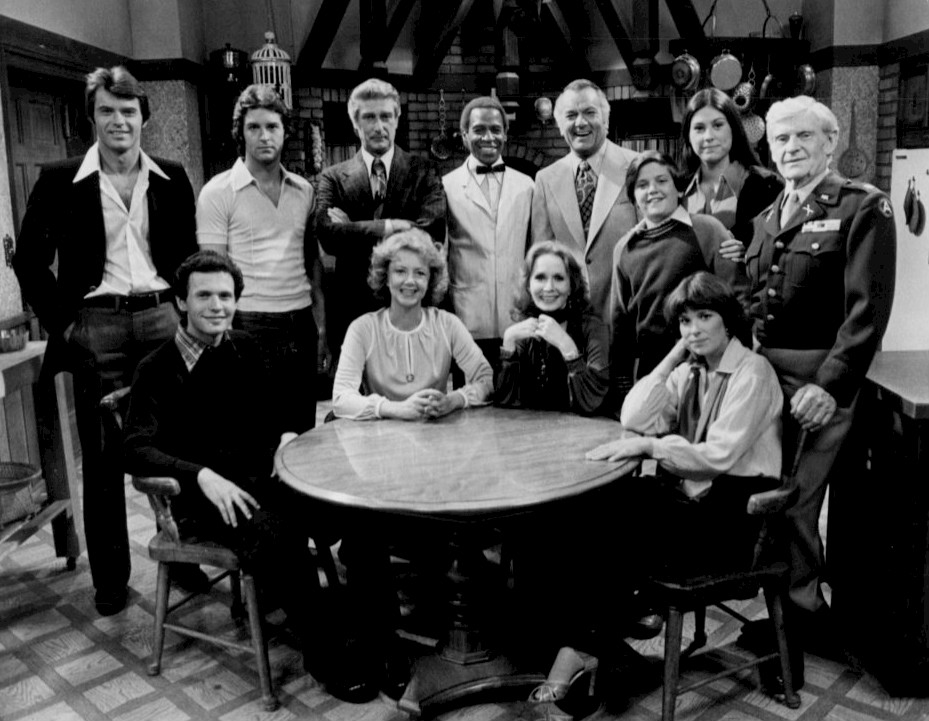
Reparto de Enredo (Soap) (1977). (Arriba de izquierda a derecha: Robert Urich, Ted Wass, Richard Mulligan, Robert Guillaume, Robert Mandan, Jimmy Baio, Diana Canova, Arthur Peterson Jr. Sentados: Billy Crystal, Cathryn Damon, Katherine Helmond, Jennifer Salt.

El primer gran papel de Crystal fue el del Jodie Dallas en Enredo (Soap), en el que es uno de los primeros papeles ambiguamente gais en el mundo de las series de televisión estadounidenses. La serie fue todo un éxito y continuó con el papel las cuatro temporadas que duró la serie (1977–1981).
En 1982, Crystal presentó el show de variedades The Billy Crystal Comedy Hour en NBC. Cuando Crystal llegó a grabar el quinto episodio, se enteró de que habían cancelado el programa con tan solo dos programas emitidos. Después de ser invitado al Saturday Night Live en dos ocasiones (el 17 de marzo de 1984 y el último capítulo de la novena temporada el 5 de mayo), Crystal se convirtió en personaje habitual del reparto a partir de la décima temporada. Su sketch más famoso fue su parodia de Fernando Lamas, en el que el personaje exclamaba frecuentemente "You look marvelous!" ("¡Estás maravilloso/a!"), que se incluyeron en algunos anuncios de la Pepsi Light.
Su primer papel en el cine llegaría de la mano de Joan Rivers en el film de 1978 Un tío muy especial (Rabbit Test), la historia del primer hombre del mundo en quedarse embarazado. Crystal aparecería de forma esporádica en el "rockumentary" de Rob Reiner This Is Spinal Tap (1984) como Morty el Mimo, un camarero vestido de mimo en una de las fiestas de Spinal Tap. Compartió escena con un entonces desconocido y mudo Dana Carvey, quien declaró la famosa frase: «El mimo es dinero».

### 1986–1999: Estrella de cine y presentador de los Óscars
Debido a su tremendo éxito en Saturday Night Live, en 1985 grabó su álbum con su material de stand-up llamado Mahvelous!. La canción You Look Marvelous, escrita por Crystal y Paul Shaffer, fue la música que le acompañó en MTV. Tanto la canción como el video, el personaje que imita Crystal es la de Fernando Lamas. El video muestra a Lamas viajando en lo que en ese momento era la limusina más larga del mundo, construida por el diseñador y constructor de autocares personalizados Vini Bergeman, acompañado con modelos en bikini. El álbum fue nominado a los Premios Grammy a la mejor grabación cómica en 1986. En 1986, volvió al cine protagonizando la comedia de acción Apunta, dispara... y corre (Running Scared) (1986) junto a Gregory Hines. El crítico de Chicago Sun-Times Roger Ebert elogió a los dos por su química en pantalla al escribir: "Pero Crystal y Hines... no necesitan una trama porque tienen tantos buenos diálogos y una gran relación en pantalla".
Crystal se reunió con el director Rob Reiner en La princesa prometida (The Princess Bride) (1987), en el papel cómico de "Miracle Max." Reiner consiguió que Crystal aceptara el papel diciéndole: "¿Te gustaría interpretar a Mel Brooks?". Reiner también permitió que Crystal improvisara, y su frase de despedida, "¡Diviértete asaltando el castillo!", es una cita frecuente. El crítico Roger Ebert describió a Crystal como un punto culminante de la película, escribiendo: "Las secuencias más divertidas de la película están protagonizadas por Billy Crystal y Carol Kane, ambos irreconocibles tras el maquillaje, como un antiguo mago y una anciana que se especializan en resucitar a los muertos." Reiner dirigió por tercera vez en la comedia romántica Cuando Harry encontró a Sally (When Harry Met Sally...) (1989). Crystal protagonizó el largometraje junto a Meg Ryan, Bruno Kirby y Carrie Fisher con un guion de Nora Ephron. The Hollywood Reporter alabó la película y la actuación de Crystal, "La brillante y profundamente matizada actuación de Crystal seguramente le hará ganar legiones de nuevos fanáticos; de hecho, su destreza como cómico alcanza su dimensión humana más profunda aquí." Crystal fue nominado a los Globos de Oro al mejor actor en musical o comedia perdiendo ante Morgan Freeman en Paseando a Miss Daisy (1989). Desde entonces, la película se ha convertido en un clásico icónico del género y es la más aclamada de Crystal. En 2019, la BBC la nombró la mejor comedia romántica de todos los tiempos.
En 1991, Crystal creó y produjo la miniserie cómica HBO Sessions protagonizado por Michael McKean y Elliott Gould. Los Angeles Times alabó el proyecto diciendo "escrita con elegancia, puesta en escena con elegancia y un reparto perfecto." Crystal protagonizó posteriormente la galardonada comedia de amigos Cowboys de ciudad (City Slickers) (1991), que tuvo un gran éxito comercial y de crítica, y por la que Crystal fue nominado a su segundo Globo de Oro. A la película le siguió una secuela, que tuvo menos éxito. Su compañía es Face Productions. Entertainment Weekly hizo una buena reseña sobre la actuación en esta película publicando "también es la primera película que le hace justicia al talentoso Billy Crystal... es mucho más placentero verlo en este tipo de papel de comedia dramática que, digamos, Robin Williams, porque su personalidad cómoda y urbana ayuda a fundamentar los chistes." Tras el gran éxito de estas películas, Crystal escribió, dirigió y protagonizó
Mr. Saturday Night (1992) y Olvídate de París (Forget Paris) (1995). En el primero, Crystal jugó un papel importante en el maquillaje envejecido, como un comediante egoísta que reflexiona sobre su carrera.

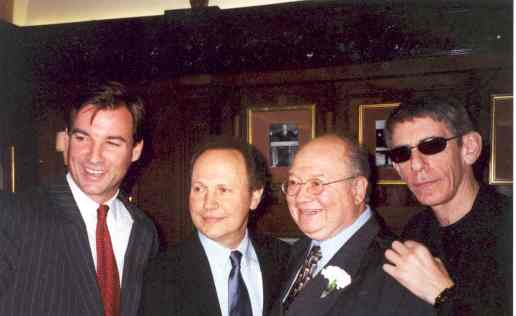
Crystal junto a (de izquierda a derecha) el congresista Gary Ackerman, Richard Belzer y Tom Suozzi.

En 1992, Crystal narró el clásico de Dr. Seuss: Horton Hatches the Egg. En principio, fue el escogido para hacer la voz de Buzz Lightyear en Toy Story (1995) pero acabó rechazándola, una decisión de la que se arrepentiría posteriormente. En los últimos años del siglo XX, Crystal estuvo presente en películas como el Hamlet de Kenneth Branagh (1996) o la comedia de Woody Allen Desmontando a Harry (Deconstructing Harry) (1997). Crystal acompañó a Robin Williams en Un lío padre (Father's Day) (1997) y obtuvo un gran éxito junto a Robert De Niro en la comedia Una terapia peligrosa (Analyze This) de Harold Ramis (1999). En 1996, Crystal fue la estrella invitada en el tercer episodio de Muppets Tonight y fue el presentador de tres Premios Grammys (1987, 1988 y 1989). Crystal fue el invitado del último episodio de The Tonight Show with Jay Leno, que finalizó sus emisiones el 6 de febrero de 2014, después de 22 temporadas de emisión.
En ese tiempo, Crystal comenzó a presentar la ceremonia de los Premios Óscar. Su primera aparición fue en 1990, a la que siguieron las de 1991, 1992, 1993, 1997, 1998, 2000, 2004 y 2012. Sus preserntaciones fueron siempre enormemente aplaudidas hasta el punto de conseguir dos Premios Emmy por estas actuaciones y ser el guionista de la edición de 1991 y ganar un Emmy por el guion de los Óscar en la de 1992. El columnista de San Francisco Chronicle John Carman elogió la presentación de Crystal en 1998 escribiendo, "fue la mejor entrega de los Oscar en dos décadas... Crystal volvió a estar en plena forma." El editor de televisión de The Seattle Times alabada a Crystal escribiendo "posee un ritmo y un juicio casi impecables." Al parecer, rechazó la oportunidad de volver a dirigir el evento en 2006 para concentrarse en otros proyectos.

### 2000–2014: Últimos trabajos en el cine y debut en Broadway

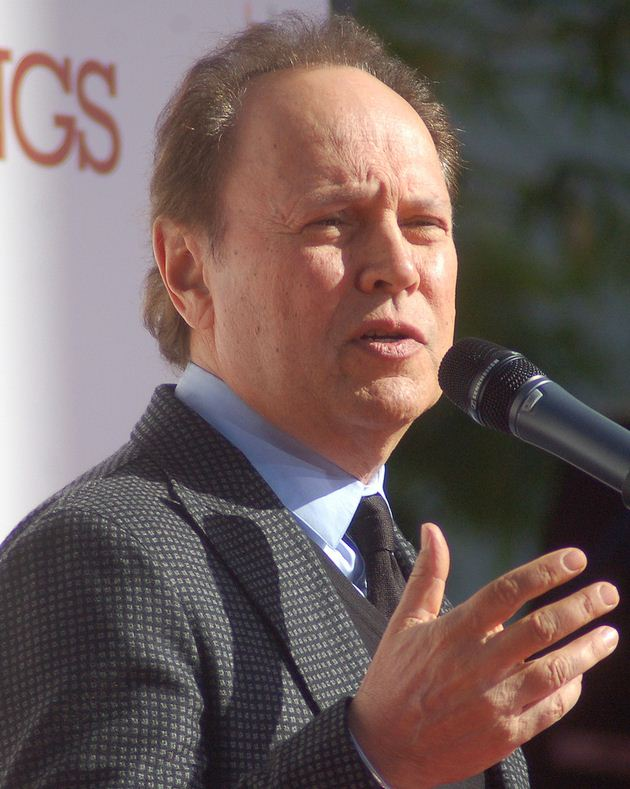
Crystal en el TCL Chinese Theatre de 2013

Crystal dirigió el telefilm 61* (2001) basada en el guion de Roger Marisy Mickey Mantle basada en el récord de home runs que Babe Ruth en una misma temporada en 1961. Por este trabajo, Crystal ganó la nominación a los Premios Emmy al mejor director en telefilms o miniserie. Sus otras actuaciones más recientes son La pareja del año (America's Sweethearts) (2001), la secuela de Otra terapia peligrosa (Analyze That) (2002) o Abuelos al poder (Parental Guidance) (2012). Aparte de esto, Crystal dio la voz a diferentes personajes de la animación como el de Mike Wazowski en los blockbusters Pixar Monsters, Inc. (2001) y su secuela Monsters University (2013) o el Cars (2006). Crystal también dobló a Calcifer en la versión inglesa de El castillo ambulante de Hayao Miyazaki (2004). Ganó el Premio Tony en 2005 por la obra 700 Sundays, un monólogo en el que Crystal escribió pensando en su niñez en Long Island. Crystal hizo giras con este espectáculo en 2006 y ya en Australia en 2007. Siguiendo el éxito, escribió el libro 700 Sundays para Warner Books, que se publicó el 31 de octubre de 2005. Junto con el libro y la obra de teatro que también rendía homenaje a su tío Milt Gabler, Crystal produjo dos compilaciones en CD: Billy Crystal Presents: The Milt Gabler Story, que incluía las grabaciones más influyentes de su tío, desde "Strange Fruit" de Billie Holiday hasta "Rock Around the Clock" de Bill Haley & His Comets; y Billy Remembers Billie, que incluía las grabaciones favoritas de Crystal de Holiday.
Crystal volvió a ser el maestro de ceremonias en los Óscars de 2012, después de la negativa de Eddie Murphy a presentar el acto. Con nueve ediciones, es el segundo presentador con más intervenciones por detrás de Bob Hope con 19. En la ceremonia de los Óscars de 2011, Crystal apareció como presentador de un Bob Hope insertado digitalmente y, antes de hacerlo, recibió una ovación de pie. El crítico de cine Roger Ebert comentó que cuando Crystal subió al escenario, unas dos horas después del comienzo del espectáculo, fue el primero en reírse de la transmisión. Las presentaciones de Crystal como presentador han incluido regularmente un segmento de video introductorio en el que se inserta cómicamente en escenas de los nominados de ese año, además de una canción tras su monólogo de apertura. En 2013, Crystal publicó sus memorias autobiográficas "Still Foolin' Em". La versión en audiolibro fue nominada a un premio Grammy al Mejor Álbum de Palabra Hablada en los Premios Grammy de 2014.
En el otoño de 2013, Crystal trajo el espectáculo, 700 Sundays de vuelta a Broadway para una temporada de dos meses en el Imperial Theatre. HBO filmó las funciones del 3 al 4 de enero de 2014 para un especial, que debutó en su cadena el 19 de abril de 2014, titulado Billy Crystal: 700 Sundays. El especial televisado recibió tres nominaciones al Premio Primetime Emmy, incluyendo el Especial de Variedades Destacado y el Guion Destacado para un Especial de Variedades.
En 2014, Crystal rindió tributo a su amigo Robin Williams por su muerte en los Premios Emmy. En su tributo, Crystal calificó a su amigo de la siguiente manera: "Tan genial como era en el escenario, era el mejor amigo que puedas imaginar. Compasivo, protector, cariñoso... Es muy difícil hablar de él en pasado porque estuvo tan presente en nuestras vidas. Durante casi 40 años, fue la estrella más brillante de la galaxia de la comedia... Su hermosa luz seguirá brillando sobre nosotros para siempre. Y su resplandor será tan intenso que te conmoverá. Hará brillar tus ojos. Y pensarás: Robin Williams. ¡Menudo concepto!." Crystal declaró que rendir homenaje a Williams de manera pública y tan cercana a su muerte fue una de "las cosas más difíciles que he tenido que hacer" y que "estaba realmente preocupado de no poder superarlo." Poco después, Crystal apareció en The View, donde él y Whoopi Goldberg compartieron historias sobre Williams, recordando su amistad y sus colaboraciones juntos en Comic Relief.

### 2015–...: Vuelta a Broadway
En 2015, Crystal coprotagonizó junto a Josh Gad en la serie de FX The Comedians, que estuvo una temporada antes de su cancelación. Su serie recibió críticas mixtas, y muchos críticos destacaron que la química se desarrolló aún más a medida que avanzaba. La serie fue comparada con programas entre bastidores como The Larry Sanders Show y 30 Rock. Kate Kulzick, de The A.V. Club, escribió: "La extraña pareja de Crystal y Gad funciona bien, y su diferencia generacional proporciona muchos de los momentos destacados iniciales de la serie... La amistosa relación que se desarrolla entre los ficticios Billy y Josh les permite relajarse un poco y conocerse mejor".
En 2016, Crystal hizo un discurso en el funeral de Muhammad Ali. En su recuerdo de Ali, Crystal habló de su admiración por el boxeador. También compartió anécdotas de su improbable amistad después de que Crystal hiciera una serie de imitaciones suyas. Crystal declaró sobre el legado de Ali: "Solo una vez cada mil años, aproximadamente, podemos escuchar a un Mozart, ver a un Picasso o leer a un Shakespeare. Ali era uno de ellos. Y, sin embargo, en el fondo, seguía siendo un chico de Louisville, Kentucky, que corría con los dioses, caminaba con los lisiados y sonreía ante la estupidez de todo."
En otoño de 2021, Crystal volvió a tomar el papel de Buddy Young Jr., en la versión de teatro musical de Mr. Saturday Night en la Barrington Stage Company en Pittsfield. En 2022, Crystal adaptó su película de 1992 Mr. Saturday Night para Broadway. Crystal protagoniza el musical retomando su papel de la película junto a David Paymer. La producción comenzó en el Nederlander Theatre el 27 de abril de 2022. Crystal ganó el Drama League Award por su contribución al mundo del teatro por "su extraordinario trabajo en escenarios de todo el país y su compromiso con la tutoría en el campo." Crystal interpretó un número con el conjunto de su musical en los 75.º Premios Tony. Crystal también interpretó lo que describió como canto scat yiddish. Crystal entró entre el público enseñando el canto a Lin-Manuel Miranda y Samuel L. Jackson así como al resto de la audiencia. The New York Times alabó la actuación de Crystal, describiéndolo como "uno de los pocos momentos que se destacó... es cuando [Crystal] lo sacó a la audiencia y lo arrojó al balcón, mostró cómo la entrega precisa y el dominio de una sala pueden hacer que incluso el material más antiguo y tonto sea increíblemente convincente."

## Vida privada

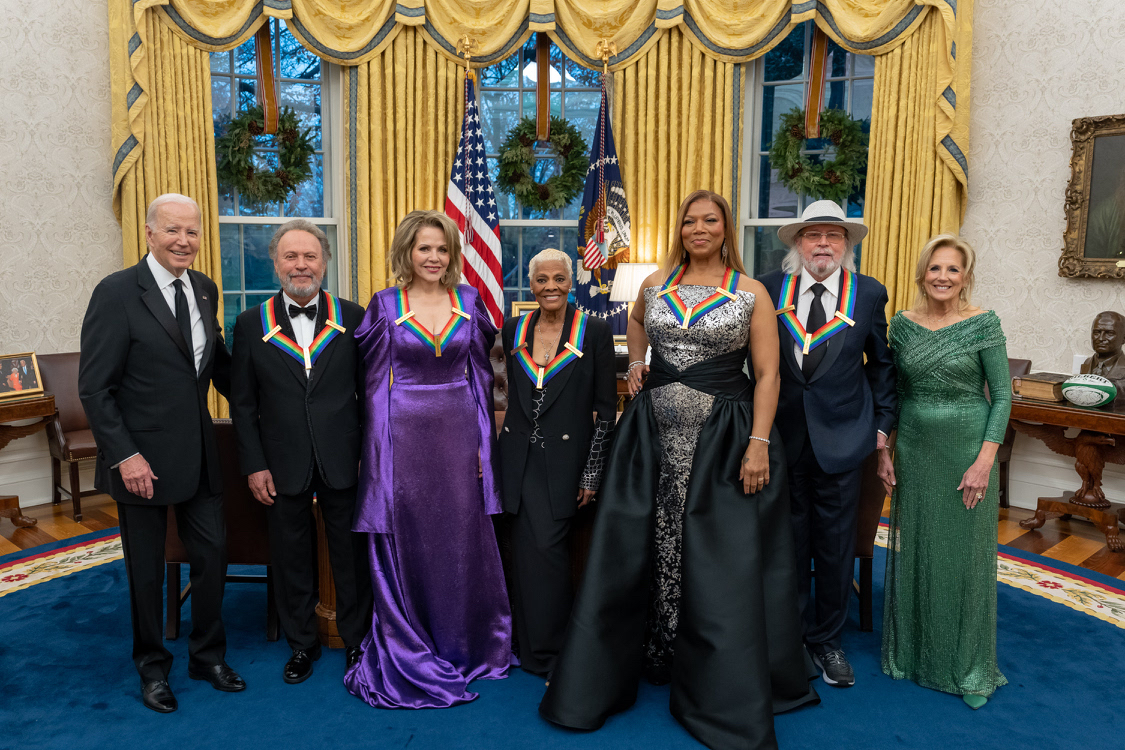
Presidente Joe Biden, Crystal, Renée Fleming, Dionne Warwick, Queen Latifah, Barry Gibb y Jill Biden en 2023

El 4 de junio de 1970, Crystal se casó con su novia de instituto, Janice Goldfinger. Crystal ha atribuido durante mucho tiempo a sus padres, "que siempre parecían amarse", el haber dado ejemplo para su propio matrimonio. Tienen dos hijos: actress Jennifer y Lindsay. Viven en Pacific Palisades de Los Ángeles, California. En enero de 2025, su casa quedó destruida por un incendio forestal.
Crystal recibió un título honorario de Doctor en Bellas Artes de la Universidad de Nueva York en 2016 y habló en la ceremonia de graduación en el Yankee Stadium.

### Posición política
Crystal es seguidor del Partido Democrático y apareció en campañas en defensa del partido. Además, fue muy crítico con Donald Trump, en su campaña presidencial. Crystal apoyó a Hillary Clinton en las elecciones presidenciales de 2016.

### Afición al béisbol

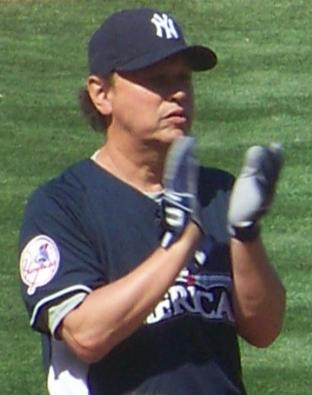
Crystal en el partido de All Stars and Legends Softball de 2008 en el Yankee Stadium

El 12 de marzo de 2008, Crystal firmó un contrato de un día para jugar con los New York Yankees, y fue invitado a entrenador con el primer equipo. Crystal llevó el uniforme con el número 60 en honor a su 60.º cumpleaños. El 13 de marzo, en un partido amistoso contra los Pittsburgh Pirates, Crystal fue designado como el bateador designado.
El ídolo de niño de Crystal Mickey Mantle, quien le había firmado un programa cuando Crystal asistió a un partido donde Mantle bateó. Años después, en "The Dinah Shore Show", en una de sus primeras apariciones televisivas, Crystal conoció a Mantle en persona y logró que este volviera a firmar el mismo programa. Crystal sería un buen amigo de Mantle hasta su fallecimiento en 1995. Él y Bob Costas escribieron juntos el panegírico que Costas leyó en el funeral de Mantle, y George Steinbrenner invitó a Crystal a presentar la inauguración del monumento a Mantle en el Yankee Stadium (1923). En sus memorias de 2013, "Still Foolin' 'Em", Crystal relató que después de la ceremonia, cerca de la casa club de los Yankees, Joe DiMaggio le dio un puñetazo en el estómago, enojado con Crystal por no haberlo presentado al público como el "mejor jugador vivo".
Crystal también era conocido por sus imitaciones del miembro del Salón de la Fama de los Yankees y ahora comentarista Phil Rizzuto. Rizzuto, conocido por sus peculiaridades narrando partidos, no viajó a Anaheim, California en 1996 para narrar el juego para WPIX. En cambio, Crystal se unió a los comentaristas en la cabina y fingió ser Rizzuto durante unos minutos durante el partido del 31 de agosto.
Aunque ha sido seguidor de los Yankees durante toda su vida, es copropietario de Arizona Diamondbacks, ganando el anillo de las Series Mundiales en 2001 cuando los Diamondbacks ganaron precisamente a los Yankees.

## Filmografía

### Como actor
Cine
| Año  | Título en España                        | Título original                              | Director                                   | Personaje                                    |
| ---- | --------------------------------------- | -------------------------------------------- | ------------------------------------------ | -------------------------------------------- |
| 1978 | Un tío muy especial                     | Rabbit Test                                  | Joan Rivers                                | Lionel Carpenter                             |
| 1980 | Animalípicos                            | Animalympics                                 | Steven Lisberger                           | Rugs Turkell/Joey Gongolong/Art Antica (voz) |
| 1984 | This Is Spinal Tap                      | This Is Spinal Tap                           | Rob Reiner                                 | Morty el Mimo                                |
| 1986 | Apunta, dispara... y corre              | Running Scared                               | Peter Hyams                                | Danny Costanzo                               |
| 1987 | La princesa prometida                   | The Princess Bride                           | Rob Reiner                                 | Miracle Max                                  |
| 1987 | Tira a mamá del tren                    | Throw Momma from the Train                   | Danny DeVito                               | Larry Donner                                 |
| 1988 | No somos perfectos                      | Memories of Me                               | Henry Winkler                              | Abbie                                        |
| 1989 | Cuando Harry encontró a Sally...        | When Harry Met Sally...                      | Rob Reiner                                 | Harry Burns                                  |
| 1991 | Cowboys de ciudad                       | City Slickers                                | Ron Underwood                              | Mitch Robbins                                |
| 1992 | El showman de los sábados               | Mr. Saturday Night                           | Billy Crystal                              | Buddy Young, Jr.                             |
| 1994 | El tesoro de Curly                      | City Slickers II: The Legend of Curly's Gold | Paul Weiland                               | Mitch Robbins                                |
| 1995 | Olvídate de París                       | Forget Paris                                 | Billy Crystal                              | Mickey Gordon                                |
| 1996 | Hamlet                                  | Hamlet                                       | Kenneth Branagh                            | Sepulturero                                  |
| 1997 | Desmontando a Harry                     | Deconstructing Harry                         | Woody Allen                                | Larry/El diablo                              |
| 1997 | Un lío padre                            | Fathers' Day                                 | Ivan Reitman                               | Jack Lawrence                                |
| 1998 | Aquí mi gigante                         | My Giant                                     | Michael Lehmann                            | Sam 'Sammy' Kamin                            |
| 1999 | Una terapia peligrosa                   | Analyze This                                 | Harold Ramis                               | Doctor Ben Sobel                             |
| 2001 | La pareja del año                       | America's Sweethearts                        | Joe Roth                                   | Lee Phillips                                 |
| 2001 | Monsters S.A.                           | Monsters, Inc.                               | Pete Docter, David Silverman y Lee Unkrich | Mike Wazowski                                |
| 2002 | Otra terapia peligrosa: ¡Recaída total! | Analyze That                                 | Harold Ramis                               | Doctor Ben Sobel                             |
| 2004 | El castillo ambulante                   | Howl no Ugoku Shiro                          | Hayao Miyazaki                             | Calcifer (voz, versión EE. UU.)              |
| 2006 | Cars                                    | Cars                                         | John Lasseter y Joe Ranft                  | Mike Carr (voz)                              |
| 2010 | Rompedientes                            | Tooth Fairy                                  | Michael Lembeck                            | Jerry                                        |
| 2010 | I'm Still Here                          | I'm Still Here                               | Casey Affleck                              | Billy Crystal                                |
| 2012 | Abuelos al poder                        | Parental guidance                            | Andy Fickman                               | Artie Decker                                 |
| 2012 | Mi vecino, el asesino                   | Small Apartments                             | Jonas Åkerlund                             | Burt Walnut                                  |
| 2013 | Monsters University                     | Monsters University                          | Dan Scanlon                                | Mike Wazowski (voz)                          |
| 2016 | The Comedian                            | The Comedian                                 | Taylor Hackford                            | Él mismo                                     |
| 2018 | No novios                               | Untogether                                   | Emma Forrest                               | David                                        |
| 2019 | Levantarse y caer                       | Standing Up, Falling Down                    | Matt Ratner                                | Marty                                        |
| 2021 | Aquí y ahora                            | Here Today                                   | Billy Crystal                              | Charlie Burnz                                |

Televisión
| Año       | Título en España                                 | Título original                                  | Director              | Personaje                   | Notas                          |
| --------- | ------------------------------------------------ | ------------------------------------------------ | --------------------- | --------------------------- | ------------------------------ |
| 1976      | Todo en familia                                  | All in the Family                                |                       | Al Bender                   | Episodio: "New Year's Wedding" |
| 1977      | Aeropuerto 78: Vuelo supersónico                 | SST: Death Flight                                | David Lowell Rich     | David                       | Película de TV                 |
| 1978      | Human Feelings                                   | Human Feelings                                   | Ernest Pintoff        | Miles Gordon                | Película de TV                 |
| 1978      | Vacaciones en el mar                             | The Love Boat                                    |                       | Newton Weems                | Episodio: "The Kissing Bandit" |
| 1979      | Breaking Up Is Hard to Do                        | Breaking Up Is Hard to Do                        | Lou Antonio           | Danny Doyle                 | Película de TV                 |
| 1980      | Enola Gay: The Men, the Mission, the Atomic Bomb | Enola Gay: The Men, the Mission, the Atomic Bomb | David Lowell Rich     | Teniente Jacob 'Jake' Beser | Película de TV                 |
| 1977-1981 | Enredo                                           | Soap                                             |                       | Jodie Dallas                | 77 episodios                   |
| 1981      | Darkroom                                         | Darkroom                                         |                       | Paddy                       | Episodio: "Make up"            |
| 1984-2015 | Saturday Night Live                              | Saturday Night Live                              | Diferentes personajes | 19 episodios                |                                |
| 1985      | Cuento de hadas                                  | Faerie Tale Theatre                              |                       | Larry                       | Episodio: "Three Little Pigs"  |
| 1985      | Simon & Simon                                    | Simon & Simon                                    |                       | Ben Crane                   | Episodio: "Quint is out"       |
| 1994      | The Critic                                       | The Critic                                       |                       | Gary Grossman (voz)         | Episodio: "L.A.Jay"            |
| 1994      | In Search of Dr. Seuss                           | In Search of Dr. Seuss                           | Vincent Paterson      | The Voice of America(voz)   | Película de TV                 |
| 1999      | Goodnight Moon & Other Sleepytime Tales          | Goodnight Moon & Other Sleepytime Tales          | Amy Schatz            | Narrador                    | Película de TV                 |
| 2001      | 61                                               | 61                                               | Billy Crystal         | Aficionado en el estadio    | Película de TV                 |
| 2002      | Liberty's Kids                                   | Liberty's Kids                                   |                       | John Adams                  | 6 episodios                    |
| 2013-2014 | Web Therapy                                      | Web Therapy                                      |                       | Garreth Pink                | 5 episodios                    |
| 2015      | The Comedians                                    | The Comedians                                    |                       | Él Mismo                    | 13 episodios                   |
| 2021-2024 | Monstruos a la obra                              | Monsters at Work                                 |                       | Mike Wazowski               | 20 episodios                   |
| 2024      | Before                                           | Before                                           | Sarah Thorp           | Eli                         | 10 episodios                   |

## Discografía

### Álbumes
- Mahvelous!, (A&M Records, 1985) [#65 US]

### Sencillos
- "You Look Marvelous", (A&M Records, 1985) [#58 US]
- "I Hate When That Happens", (A&M Records, 1985)
- "The Christmas Song", (A&M Records, 1985)

## Personajes frecuentes enSaturday Night Live
- Al Minkman, un retorcido hombre de negocios.
- Buddy Young, Jr., un comediante que se dedica a proferir insultos, apareciendo en el segmento Weekend Update.
- Lew Goldman.
- Ricky, un jugador de bolos.
- Tony Minetti, un carnicero.
- Willie, un hombre que discute sus tendencias masoquistas con su amigo Frankie (interpretado por Christopher Guest).

## Imitaciones de famosos enSaturday Night Live
- Haing S. Ngor
- Fernando Lamas (una de sus interpretaciones más famosas durante el año que trabajó en el programa).
- Hervé Villechaize
- Howard Cosell
- Joe Franklin
- Joe Garagiola
- John F. Kennedy
- Muhammad Ali
- Prince
- Sammy Davis, Jr. (considerada la imitación más perfecta en el programa  Archivado el 17 de febrero de 2015 en Wayback Machine.)